# USS St. Louis (CL-49)

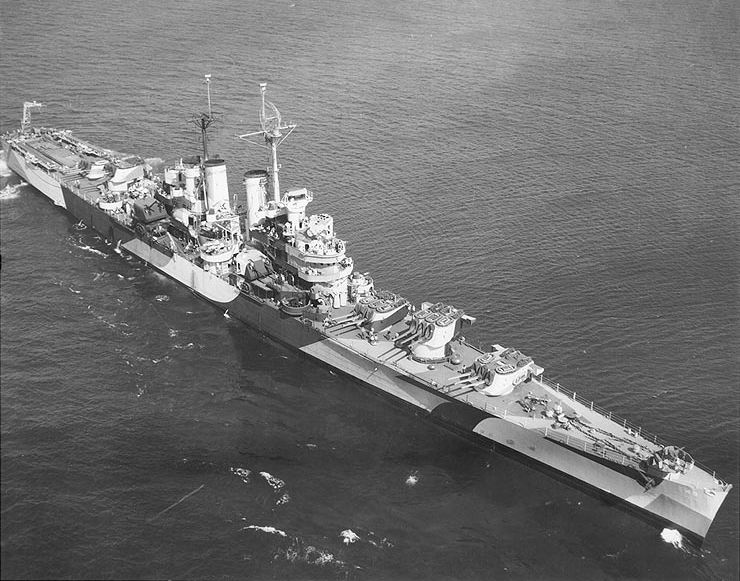
El USS St. Louis

El USS St. Louis (CL-49) fue el buque líder de los dos cruceros ligeros de la clase St. Louis (derivada de la clase Brooklyn) de la Armada de los Estados Unidos. Prestó servicio de 1939 a 1946 y pasó a la marina de guerra de Brasil como Tamandaré (C-12) de 1951 a 1976. Fue desguazado en la República de China en 1980.